# Eparquía de Van
La eparquía de Van o de Van y Hakkâri fue una diócesis misional de la Iglesia católica en el Imperio otomano perteneciente a la Iglesia católica caldea hasta su supresión de hecho en 1915. 

## Territorio
La eparquía tenía jurisdicción sobre los fieles caldeos del valiato de Van en el Imperio otomano. La eparquía se extendía al oeste hasta la eparquía de Siirt, al este hasta la frontera persa y al sur hasta la frontera con el actual Irak. El valiato de Van, que incluía los sanjacatos de Hakkâri y de Qodshanes, cubría las provincias actuales de Van y Hakkâri y partes de las provincias de Şırnak, Muş y Bingöl.
Su sede estaba en la ciudad de Van, ubicada actualmente en Turquía. 

## Historia
La diócesis nestoriana de Van existía en el siglo XVII, ya que el patriarca Elías VII de Alqosh envió en 1610 una relación al papa Paulo V que menciona al obispo Yab Alaha de Van. En 1614 el obispo Hnan Jesu (o Hnanisho) de Van figura entre los asistentes al sínodo de Amida. 
En 1902 se produjo un fuerte impulso de conversiones de nestorianos al catolicismo en el sanjacado de Hakkâri y el papa León XIII confió la obra misional de las conversiones al patriarca caldeo José VI Manuel II Tomás como Delegatus ad Nestorianos. En esos momentos el área estaba sometida también al trabajo misional de la Iglesia anglicana. Ese mismo año la Propaganda Fide creó la eparquía de Van como una diócesis misionera, que sin embargo, no fue considerada una diócesis propiamente dicha y su creación no fue publicada en el Anuario Pontificio.  
El 27 de agosto de 1902 el profesor de idioma siríaco del seminario patriarcal de Mosul, Jacques Eugène Manna (Yaqob Awgin Manna), fue designado para administrar las misiones nestorianas de Van y el 30 de noviembre de 1902 fue consagrado en Mosul como arzobispo titular de Talbora y vicario patriarcal. Fue el autor de importante literatura aramaica. Aunque no menciona a la eparquía de Van, el Anuario Pontificio 1919 dice que el obispo Manna se domicilió en Van el 27 de agosto de 1902.
En 1903 se produjo la conversión al catolicismo de dos obispos nestorianos con un grupo de sacerdotes y de fieles. Uno de ellos era Abraham Shimonaya, sobrino y sucesor designado desde 1883 (o natar kursya) del patriarca nestoriano. El otro era el obispo de Beruari, Isho'yahb Yawallaha. Shimonaya fue designado obispo de Hakkâri bajo supervisión de Manna (obispo auxiliar para los conversos del nestorianismo) y murió en julio o agosto de 1915.
El 30 de octubre de 1914 el Imperio otomano entró en la Primera Guerra Mundial. El ejército otomano abandonó la ciudad de Van en la noche del 16 al 17 de mayo de 1915, que quedó controlada por fuerzas armenias y al día siguiente comenzaron a llegar tropas rusas. La ciudad sufrió el Sitio de Van. Las tropas rusas se retiraron de Van hacia sus fronteras en julio-agosto de 1915. Muchos cristianos fueron forzados a seguir a las tropas rusas al Cáucaso, entre los cuales iba el obispo Manna. Unas 200 000 personas caminaron 10 días, mientras la ciudad de Van fue arrasada. Los asirios de Hakkâri resistieron a los turcos de mayo a septiembre de 1915 y luego lograron alcanzar las fronteras persas, aunque miles de hombres quedaron resistiendo y murieron a manos del ejército turco y de tribus kurdas. Las aldeas asirias fueron quemadas y cerca de un cuarto de la población murió. El 29 de septiembre de 1915 el ejército otomano abandonó nuevamente la ciudad de Van. La provincia de Van estuvo bajo la administración de Armenia Occidental hasta 1918, pero el ejército otomano volvió a controlar la ciudad de Van el 6 de abril de 1918. Los armenios y asirios de Van finalmente se vieron obligados a evacuarla y retirarse de la provincia de Van hacia la región del lago Urmía en Persia. Las diócesis caldeas de Siirt, Gazarta, Diyarbakır y Van fueron arruinadas durante la guerra.
El remanente de los asirios de Hakkâri fueron expulsados por Turquía al mandato británico de Irak en 1924, pero en agosto de 1933 se produjo la Masacre de Simele en el Reino de Irak y los asirios-caldeos supervivientes se trasladaron al valle del río Khabur en Siria. 
Desde 1966 los territorios de la eparquía de Van fueron anexados a la archieparquía de Diyarbakır.

## Episcopologio
- Jacques Eugène Manna (27 de agosto de 1902-1915 abandonó la diócesis (falleció en 1928)

## Estadísticas
De acuerdo a la estadística para 1913 publicada en 1914 por J. Tfinkdji, la eparquía de Van tenía:
| Localidad         | Fieles caldeos | Sacerdotes | Iglesias | Capillas | Escuelas | Estaciones misionales |
| ----------------- | -------------- | ---------- | -------- | -------- | -------- | --------------------- |
| Van               | 100            | 10         |          | 1        | 4        | 12                    |
| Dizza             | 200            | 6          | 1        |          | 1        |                       |
| Marbicho          | 250            | 3          | 1        |          | 1        |                       |
| Sat               | 300?           | 1          | 1        |          | 1        |                       |
| Ibro              | 800            | 2          | 1        |          | 2        | 1                     |
| Jolamerk          | 200?           | 1          |          | 1        | 1        | 1                     |
| Achita            | 350            | 1          |          | 1        | 2        |                       |
| Zerne             | 100            | 1          | 1        |          | 1        | 1                     |
| Salamacca         | 150            | 13         | 1        |          | 1        |                       |
| Otras localidades | 1400?          | 4          |          | 5        | 3        | 4                     |
| TOTAL             | 3850           | 32         | 6        | 8        | 17       | 19                    |